# Internationale Wiskundige Unie
De Internationale Wiskundige Unie (Engels:International Mathematical Union (IMU)) is een internationale niet-gouvernementele organisatie met als doel de internationale samenwerking op het gebied van de wiskunde te bevorderen. Ze reikt de Fieldsmedaille uit, 's werelds meest prestigieuze prijs voor wiskundigen, vaak genoemd als de Nobelprijs voor wiskunde.
De vereniging is lid van de Internationale Raad voor Wetenschappen (ICSU) en organiseert het vierjaarlijkse Internationaal Wiskundecongres (ICM). De leden van de vereniging zijn de nationale wiskundige organisaties uit 83 landen. Sinds 2015 is de Japanner Shigefumi Mori voorzitter van de Internationale Wiskundige Unie. De hoofdzetel bevindt zich in de Duitse hoofdstad Berlijn.

## Geschiedenis

### Eerste vereniging
Na het einde van de Eerste Wereldoorlog beslisten Frankrijk, het Verenigd Koninkrijk en de Verenigde Staten om zich terug te trekken uit de bestaande internationale wetenschappelijke instituten en om nieuwe verenigingen op te richten die enkel bestonden uit de geallieerden en de neutrale landen. Het is in deze geest dat in 1919 de Internationale Raad voor Onderzoek werd opgericht. Hieruit ontstond in 1920 de Internationale Wiskundige Unie.
De eerste Algemene Vergadering werd dat jaar in Straatsburg gehouden. De vergadering koos Charles-Jean de La Vallée Poussin als eerste voorzitter.
Vanaf 1924 kwam er kritiek op de uitsluitingspolitiek van de Internationale Raad voor Onderzoek. In 1926 besliste de raad om Duitsland, Oostenrijk, Hongarije en Bulgarije uit te nodigen om als niet-lid deel te nemen aan de activiteiten van de Internationale Wiskundige Unie. In 1931 werd de Internationale Raad voor Onderzoek opgeheven en vervangen door de Internationale Raad voor Wetenschappen waarvan ook andere landen lid konden worden. De Internationale Wiskundige Unie ging echter ten onder aan de ellenlange debatten die gevoerd werden over de toekomst van de vereniging en werd in september 1932 ontbonden.

### Heroprichting
In 1950 werd de unie heropgericht in New York. Dit gebeurde voornamelijk onder invloed van de Amerikaan Marshall Harvey Stone die ook de eerste voorzitter werd. Vanaf 1951 konden de nationale wiskundige verenigingen terug lid worden en in maart 1952 werd de eerste Algemene Vergadering gehouden in Rome.
Eens om de vier jaar wordt er een Algemene Vergadering gehouden waar resoluties betreffende de ontwikkeling van de wiskunde en de internationale samenwerking worden genomen.
Sinds 1970 werden op de volgende plaatsen Algemene Vergaderingen gehouden:
- 1970: Menton, Frankrijk
- 1974: Hot Springs, Canada
- 1978: Otaniemi, Finland
- 1982: Warschau, Polen
- 1986: Oakland, Verenigde Staten
- 1990: Kobe, Japan
- 1994: Luzern, Zwitserland
- 1998: Dresden, Duitsland
- 2002: Shanghai, China
- 2006: Santiago de Compostella, Spanje
- 2010: Bangalore, India

In Bangalore werd Berlijn aangeduid als permanente hoofdzetel van de vereniging. Sinds 1 januari 2011 is de hoofdzetel er gevestigd in het Weierstraß-Institut für Angewandte Analysis und Stochastik (WIAS). Sindsdien vinden de Algemene Vergaderingen daar plaats.
De Belgische wiskundige Ingrid Daubechies was van 2011 tot 2014 voorzitter van de unie.

## Prijzen
De Internationale Wiskundige Unie deelt vier prijzen uit tijdens de openingsceremonie van het vierjaarlijkse Internationaal Wiskundecongres. De eerste twee prijzen worden uitgereikt aan jonge wiskundigen met een maximale leeftijd van 40 jaar.
- Fieldsmedaille sinds 1936
- Rolf Nevanlinnaprijs sinds 1982 voor wiskundige toepassingen in de informatietechnologie
- Carl Friedrich Gaussprijs sinds 2006 voor wiskundige toepassingen die een impact hebben buiten de wetenschappen.
- Chernmedaille sinds 2010 als erkenning voor belangrijke wetenschappelijke bijdragen op het hoogste wiskundige niveau gedurende de volledige carrière

## Publicaties
Om de twee maanden wordt de elektronische nieuwsbrief IMU-Net gepubliceerd. Deze brief heeft tot doel om de communicatie tussen de Internationale Wiskundige Unie wiskundige gemeenschap in de wereld te verbeteren. Alle besluiten en aanbevelingen van de unie worden erin opgenomen en belangrijke internationale evenementen worden erin aangekondigd. Ook belangrijke wiskundige ontwikkelingen en andere onderwerpen van algemeen wiskundig belang komen aan bod. Jaarlijks, in de maand december, wordt een IMU Bulletin uitgegeven. Vierjaarlijks, wanneer de Algemene Vergadering plaatsvindt, is er een extra editie in de maand juli.